# Māris Riekstiņš
Maris Riekstins, né le 8 avril 1963 à Riga, est un homme politique letton. Il est le ministre des Affaires étrangères du 8 novembre 2007 au 29 avril 2010, dans les coalitions de Aigars Kalvītis, Ivars Godmanis et Valdis Dombrovskis.

## Distinctions
- Grand officier de l'ordre de l'Infant Dom Henri
- Grand officier de l'ordre national du Mérite